# Joaquim José de Oliveira
Joaquim José de Oliveira (? — ?) foi um político brasileiro.
Foi presidente das províncias do Espírito Santo, nomeado por carta imperial de 6 de abril de 1835, de 28 de maio de 1835 a 21 de agosto de 1836, e de Mato Grosso, nomeado por carta imperial de 28 de março de 1848, de 27 de setembro de 1848 a 8 de setembro de 1849.